# Hans von Greiffenberg

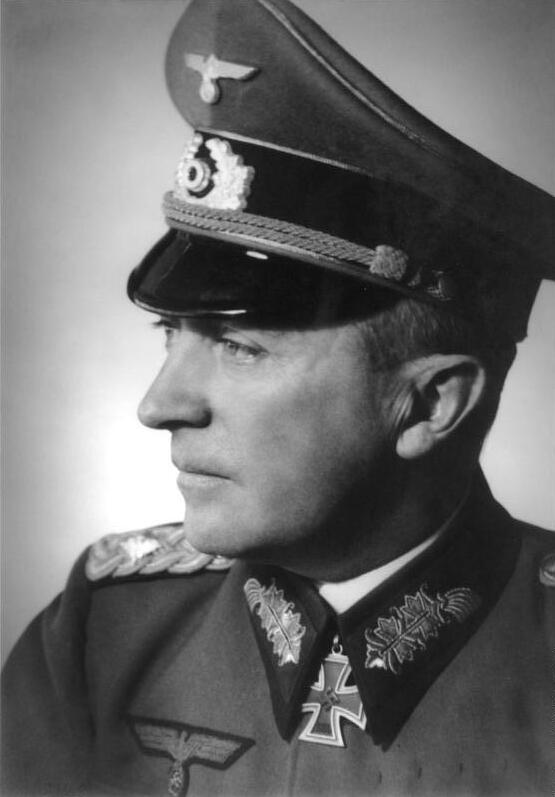
Hans von Greiffenberg (1941)

Hans von Greiffenberg (* 12. Oktober 1893 in Trzebiatkow, Kreis Bütow; † 30. Juni 1951 in Königstein im Taunus) war ein deutscher General der Infanterie im Zweiten Weltkrieg.

## Leben
Greiffenberg trat am 20. Januar 1914 als Leutnant in das Infanterie-Regiment „Graf Schwerin“ (3. Pommersches) Nr. 14 der Preußischen Armee ein, mit dem er nach Ausbruch des Ersten Weltkriegs an die Westfront kam. Dort wurde er im August verwundet und kehrte erst im November zu seinem Regiment zurück, wo er kurz darauf Bataillonsadjutant wurde. Eine weitere Verwundung führte jedoch bald zu seinem erneuten Ausfall bis zum Sommer 1915. Am 18. August 1917 erfolgte die Beförderung zum Oberleutnant und im Oktober desselben Jahres die Ernennung zum Regimentsadjutanten. Zugleich war er auch zeitweise stellvertretender Führer des III. Bataillons. Für sein Wirken wurde er mit beiden Klassen des Eisernen Kreuzes und dem Verwundetenabzeichen in Silber ausgezeichnet.
Nach Kriegsende diente Greiffenberg für einige Zeit beim Grenzschutz Ost im Abschnitt Netzwalde, bevor er in die Vorläufige Reichswehr übernommen wurde. Nach der Bildung des Übergangsheeres Anfang 1920 kam er zum Stab des Reichswehr-Schützen-Regiments 4, dem späteren 4. (Preußisches) Infanterie-Regiment. Hier diente er zunächst als Adjutant des III., dann des II. Bataillons sowie ab 1. Januar 1923 als Regimentsadjutant. Im Oktober 1923 wurde er zum 10. (Preußisches) Reiter-Regiment versetzt, um eine einjährige Führergehilfenausbildung bei der 2. Division zu absolvieren. Dahinter verbarg sich die getarnte und durch den Versailler Vertrag verbotene Generalstabsausbildung. Im Oktober 1924 wurde er zum 4. (Preußisches Infanterie-Regiment zurückversetzt. Zum Hauptmann wurde er im April 1925 befördert. Von 1925 bis 1926 folgte eine Kommandierung zur Heeres-Ausbildungsabteilung (T 4) im Reichswehrministerium. Von 1928 bis 1930 wurde er nacheinander jeweils für ein Jahr zur finnischen und spanischen Armee kommandiert, bevor er die geheimen Wachenfeld-Kurse absolvierte. Am 1. Oktober 1931 wurde er zum Kompaniechef im 4. (Preußisches) Infanterie-Regiment in Deutsch Krone ernannt.
Von August 1932 bis Oktober 1933 besuchte Greiffenberg die amerikanische Command and General Staff School in Fort Leavenworth und wurde am 1. Oktober 1932 zum Major befördert. Nach einem erneuten Aufenthalt beim Reichswehrministerium wurde er im November 1934 zum Ersten Generalstabsoffizier (Ia) beim Wehrkreiskommando IV ernannt, in welcher Stellung er im Juni 1935 zum Oberstleutnant befördert wurde. Im Oktober 1936 übernahm er für ein Jahr das I. Bataillon des Infanterie-Regiments 103, bevor er zur Wehrmachtakademie versetzt wurde. Nach seiner Beförderung zum Oberst im Januar 1938 kam er Anfang Februar als Abteilungsleiter in den Generalstab des Heeres. Im Oktober wurde er Chef der 1. Abteilung des Oberquartiermeisters I. Bei der Mobilisierung in Vorbereitung des Überfalls auf Polen im August 1939 wurde er Chef der Operationsabteilung des Generalstabs. Hier verblieb er auch während der Kämpfe zur Okkupation Polens. Am 1. August 1940 wurde er in dieser Stellung zum Generalmajor befördert und ab Oktober in die Führerreserve versetzt.

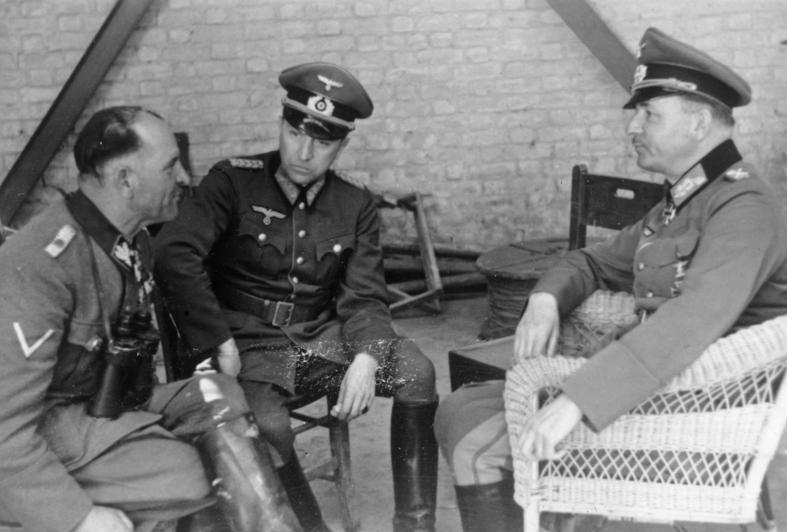
Hans von Greiffenberg mit Wilhelm List und Josef Dietrich während der Kapitulationsverhandlungen mit Griechenland, April 1941

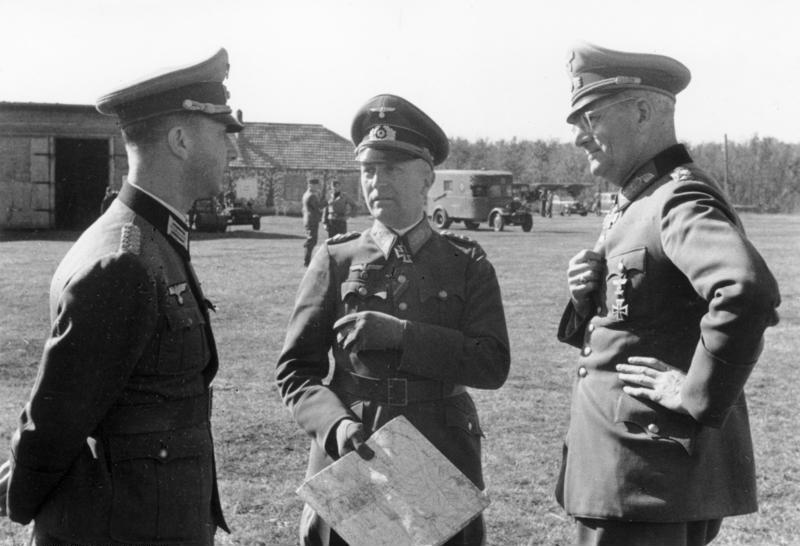
Maximilian von Weichs (ganz rechts) und General Hans von Greiffenberg (Mitte), 1942

Von Januar bis Mai 1941 war Greiffenberg Chef des Generalstabs der 12. Armee, mit der er am Balkanfeldzug teilnahm. Hierfür erhielt er am 18. Mai 1941 das Ritterkreuz des Eisernen Kreuzes. Anschließend wurde er zum Chef des Generalstabs der Heeresgruppe B, wenig später umbenannt in Heeresgruppe Mitte, unter Generalfeldmarschall Fedor von Bock ernannt, mit der er am Überfall auf die Sowjetunion teilnahm. Im April 1942 verließ er diesen Posten, um sich als Generalstabschef des „Stab Anton“ bzw. „Küstenstab Asow“ auf die geplante Sommeroffensive vorzubereiten. Gleichzeitig wurde er zum Generalleutnant befördert. Bei der Aufstellung der Heeresgruppe A am 7. Juli 1942 war er Generalstabschef dieser Heeresgruppe, die unter dem Befehl von Generalfeldmarschall Wilhelm List stand und im Rahmen des „Falls Blau“ in den Kaukasus vorstoßen sollte. Im Juli 1943 wurde er von diesem Posten abberufen und in die Führerreserve versetzt.
Ab 8. Oktober 1943 wurde Greiffenberg als Militärattaché an der deutschen Botschaft in Budapest verwendet. Deutscher Botschafter war zu dieser Zeit Dietrich von Jagow (1892–1945). Hier löste er seinen Vorgänger als Militärattaché Friedrich-Carl Rabe von Pappenheim (1894–1977) ab. Nach der deutschen Besetzung Ungarns wurde Greiffenberg am 1. April 1944 unter gleichzeitiger Beförderung zum General der Infanterie zum Bevollmächtigten General der deutschen Wehrmacht in Ungarn ernannt. Diesen Posten behielt er, bis er kurz vor Kriegsende in US-amerikanische Kriegsgefangenschaft geriet, aus der er am 30. Juni 1947 entlassen wurde.
Anschließend wirkte er bis zu seinem Tod 1951 in einer dem ehemaligen Generalstabschef des Heeres Franz Halder zuarbeitenden „Control Group“ der Operational History (German) Section der „Historical Division“ der US Army, in der über 300 ehemalige hohe Offiziere der Wehrmacht 2500 operative kriegsgeschichtliche Studien erstellten.